# Йемане Негасси
Йемане Негасси Гебремариам (англ. Yemane Negassi Gebremariam; род. 4 апреля 1946, Асмэра) — эфиопский велогонщик, выступавший на шоссе. Участник летних Олимпийских игр 1964 и 1968 годов.

## Биография
Йемане Негасси родился 4 апреля 1946 года в эфиопском городе Асмэра (сейчас в Эритрее).
В 1964 году вошёл в состав сборной Эфиопии на летних Олимпийских играх в Токио. Шоссейную групповую гонку на 194,8 км не смог завершить. В шоссейной командной гонке на 100 км сборная Эфиопии, за которую также выступали Сулеман Амбайе, Фисихасион Гебрейесус и Микаэль Саглымбени, заняла 26-е место, показав результат 2:53.52,25 и уступив 27 минут 21,06 секунды завоевавшей золото команде Нидерландов.
В 1968 году вошёл в состав сборной Эфиопии на летних Олимпийских играх в Мехико. Шоссейную групповую гонку на 196,2 км не смог завершить. В шоссейной командной гонке на 100 км сборная Эфиопии, за которую также выступали Микаэль Саглымбени, Фисихасион Гебрейесус и Текесте Вольду, заняла 26-е место, показав результат 2:30.36,79 и уступив 22 минуты 77,83 секунды завоевавшей золото команде Нидерландов.